# Stadio na Sihoti
Lo stadio na Sihoti è un impianto sportivo della cittadina slovacca di Trenčín. Ospita le partite interne dell'AS Trenčín.
È stato una delle quattro sedi del Campionato europeo di calcio Under-21 2000.

## Storia
Lo stadio è stato costruito negli anni '60 e originariamente aveva una capacità di 18.000 spettatori. Nell'estate del 2011 sono stati investiti circa 300.000 euro per consentire al Trenčín di partecipare al massimo campionato slovacco.
Nel 2015 sono state demolite le vecchie tribune (tranne quella principale). Nel giugno 2017 è iniziata la costruzione del nuovo stadio. Alla fine del 2020 erano state ultimate le tre tribune. Nel febbraio 2021 lo stadio è stato inaugurato dopo la ricostruzione.